# Sea Shadow
La nave americana Sea Shadow (IX-529) è stato un progetto sperimentale portato avanti dalla marina militare degli Stati Uniti insieme con la Lockheed Corporation, per verificare l'applicabilità della tecnologia stealth alle unità navali. La nave veniva chiamata a volte USS Sea Shadow, ma non è mai stata completamente inquadrata tra le navi della marina.

## Sviluppo
La Sea Shadow è stata costruita nel 1985 e impiegata in segreto fino al suo debutto pubblico avvenuto nel 1994. Oltre a sperimentare le tecnologie stealth, doveva verificare la possibilità di gestire una nave con pochi uomini di equipaggio. Il progetto è stato portato avanti dalla Defense Advanced Research Projects Agency (DARPA), la Marina degli Stati Uniti e la Lockheed. La nave era stata costruita all'interno di una struttura segreta del governo degli Stati Uniti.

## Descrizione

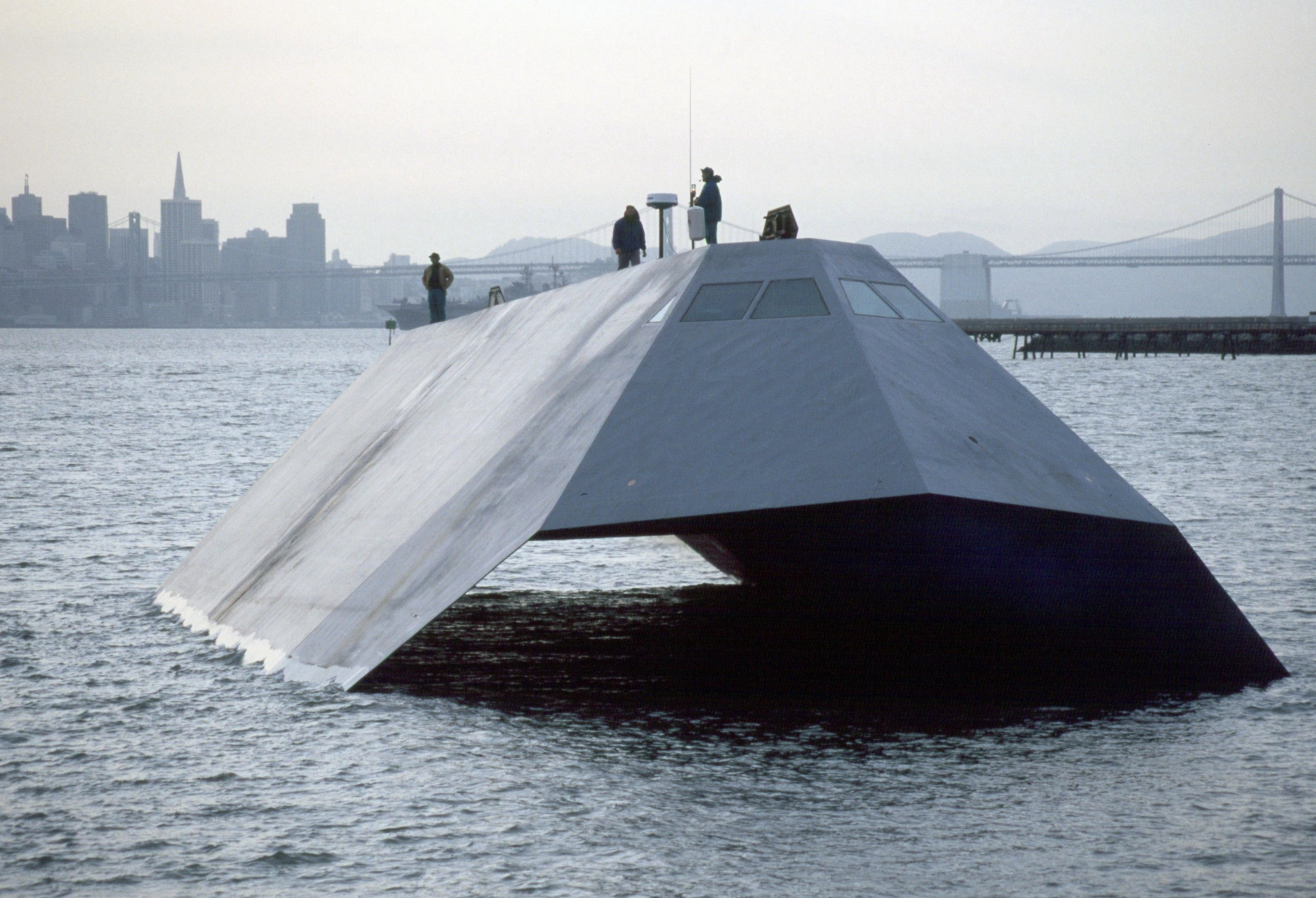
Da questa angolazione si notano le strutture di collegamento alla doppia chiglia

Sea Shadow usava la tecnologia SWATH per lo scafo (simile a quella per i catamarani). Sotto la superficie dell'acqua si trovava una coppia di chiglie gemelle, ciascuna dotata di un'elica e di stabilizzatori. La parte emersa dello scafo era collegata alle chiglie tramite due superfici inclinate. L'uso della doppia chiglia permetteva di mantenere una grande stabilità in acque molto mosse o velocità molto elevate.
Alcuni sostengono che la parte superiore della nave ricordasse la casamatta della CSS Virginia della Guerra civile americana.
La Sea Shadow aveva solo 12 cuccette a bordo, un piccolo forno a microonde, un frigorifero e un tavolo. Non era stata ideata per l'impiego in missioni operative e non è mai stata commissionata ufficialmente (anche se è annoverata nel registro navale americano).
L'unità era stata presentata al pubblico nel 1994 ed assegnata alla base navale di San Diego fino al settembre 2006, quando fu trasferita alla Base della riserva navale di Suisun Bay.
In un primo periodo disponibile per la donazione ad un museo, la marina americana ha cercato un acquirente per la sua nave sperimentale, non trovandone alcuno. Così, il 18 giugno 2011 la marina è arrivata alla scelta finale di smantellamento e riciclaggio dei pezzi. Il 28 aprile 2012, il Pentagono ha messo all'asta il Sea Shadow sula piattaforma Internet GSA Auctions (specializzata nella vendita di residuati bellici federali), ad un prezzo di partenza di 75.000 dollari: l'asta si è conclusa il 5 maggio 2012, con un prezzo finale di vendita di 2,5 milioni di dollari americani. Il Pentagono, come condizione alla vendita, stabilì che il futuro acquirente non avrebbe potuto utilizzare la Sea Shadow per navigare, ma avrebbe dovuto smantellarla per il recupero ed il riciclo dei materiali. L'unità e la speciale chiatta semi-sommergibile (vendute in un unico lotto), sono state aggiudicate alla Bay Ship & Yacht Co.
Infine, Sea Shadow è stata demolita nel 2012, mentre la chiatta verrà utilizzata per la manutenzione di imbarcazioni di piccole e medie dimensioni.

## Nella finzione
- La nave di Elliot Carver ne Il domani non muore mai, film della serie di James Bond del 1997 era basata sulla Sea Shadow, anche se alcuni dettagli geometrici avrebbero compromesso la furtività della nave del film.
- Nel videogioco Nuclear Strike, la Sea Shadow è il punto di partenza del giocatore. Il ponte superiore riproduce quello della nave reale, anche se la Sea Shadow non è abbastanza grande per avere una piattaforma per elicotteri così come appare nel gioco.
- Nel videogioco multipiattaforma Tom Clancy's H.A.W.X., la Task Force marittima della PMC Artemis Global Security è composta in buona parte da navi veloci simili alla Sea Shadow che agiscono come navi di supporto alle più pesanti navi corazzate e di trasporto.
- Comparve anche nel gioco per Sega Mega Drive Urban Strike e veniva utilizzata da un esercito privato. Il giocatore doveva distruggerne un certo numero in una missione.
- Questa nave appare anche nella 27ª missione di Ace Combat 5, dove staziona nel porto della fabbrica chiamata Grunder Industries. Sull'HUD viene chiamata "destroyer".
- Nel videogioco Incoming (1998) della Rage Software, la Sea Shadow compare come veicolo alleato non giocabile, in supporto alle missioni nel Nord Atlantico.